# Makanaki
Rafael Alexandrinos Dos Santos (* 8. Oktober 1983), besser bekannt unter dem Spitznamen Makanaki, ist ein brasilianischer ehemaliger Fußballspieler.

## Vereinskarriere
Bis zum Dezember 2006 spielte er beim brasilianischen Verein Esporte Clube Santo André aus São Paulo. Danach wechselte der offensive Mittelfeldspieler in die Schweiz zum FC Luzern. Doch sein ursprünglich bis 2009 laufender Vertrag wurde bereits im September 2007 wegen persönlichen und familiären Problemen wieder aufgelöst. Makanaki kehrte zurück nach Brasilien.

## Erfolge
Santo André
- Copa do Brasil: 2004